# Liolaemus parvus
Liolaemus parvus — вид ігуаноподібних ящірок родини Liolaemidae. Ендемік Аргентини.

## Поширення і екологія
Liolaemus parvus мешкають в Андах на заході Аргентини, в провінціях Ла-Ріоха, Сан-Хуан і Мендоса. Вони живуть на високогірних луках пуни, серед валунів. Зустрічаються на висоті від 2700 до 3500 м над рівнем моря. Є живородними.